# Molas destacáveis de Guglielmi

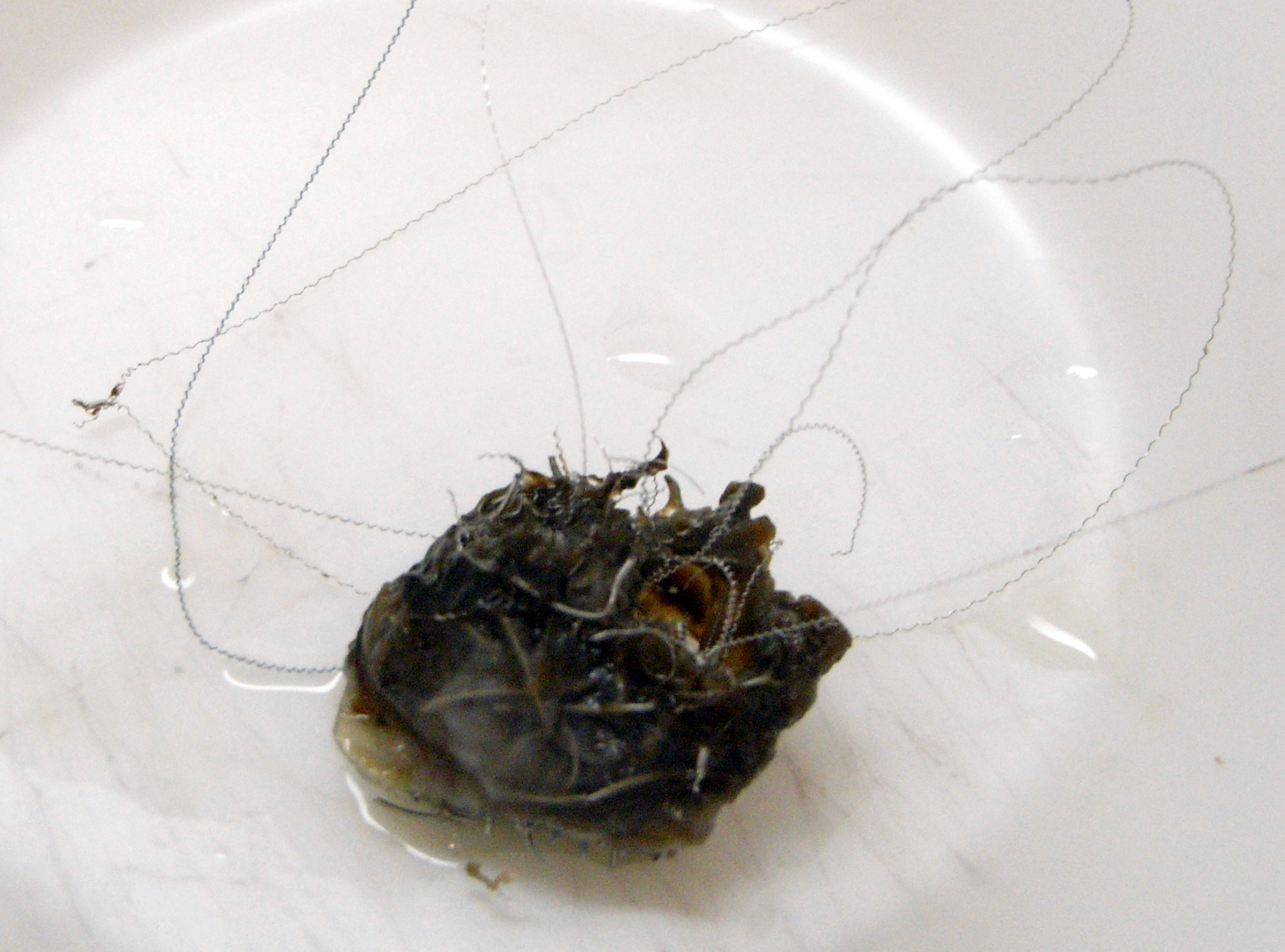
Aneurisma cerebral dissecado preenchido com múltiplas micro-molas.

Molas destacáveis de Guglielmi (GDC, na sigla em inglês) são micro-molas feitas de platina utilizadas no tratamento de aneurismas cerebrais. A invenção deste dispositivo médico levou a um avanço revolucionário no campo da intervenção endovascular minimamente invasiva, cirurgia para a oclusão de uma doença vascular cerebral.

## Desenvolvimento
As "Guglielmi Detachable Coils" (GDC) foram inventadas em 1990 pelo Dr. Guido Guglielmi, italiano neurocirurgião e professor da UCLA de neurorradiologia intervencionista, e lançadas no final da década de 1990, como uma alternativa para procedimentos cirúrgicos invasivos de clipagem de aneurisma. Em setembro de 1995, as GDCs receberam a aprovação do Food and Drug Administration dos EUA (FDA) para o tratamento de cirurgia de alto risco de aneurismas intracranianos. Devido aos avanços científicos e direitos de patente, nem todas as micro-molas utilizadas hoje são GDC, no entanto, todas elas são modeladas sobre o mesmo mecanismo.

## Propriedades
Estas micro-molas possuem propriedades físicas e eletrolíticas especiais: o material é uma liga com memória de forma, permitindo-lhe facilmente dobrar e recuperar a sua forma original de bobina. Estas molas de platina são bastante suaves e adaptáveis à forma de um aneurisma. O posicionamento insatisfatório pode ser ajustado para evitar a oclusão da artéria mãe. As molas GDC são altamente sensíveis a baixas correntes elétricas, o que permite a separação a partir do fio-guia, por isso o nome "mola destacável".

## Procedimento
Um microcateter é inserido na artéria femoral e navega para o aneurisma alvo na artéria cerebral. Ao alcançar o aneurisma, as molas GDC são liberadas a partir do microcateter, posicionando-se dentro do saco do aneurisma. O destacamento é acionado por uma pequena corrente elétrica contínua. As micro-molas são inseridas até que o aneurisma esteja densamente preenchido. As molas fornecem uma estrutura que promove a formação de um coágulo (trombo), limitando o afluxo de sangue para o interior do aneurisma. Caso células endoteliais cresçam com êxito em todo do colo do aneurisma, o fluxo de sangue não vai mais entrar, impedindo a ruptura ou recorrência do aneurisma.
Tem aumentado também a utilização de stents tradicionais ou stents diversores de fluxo, com ou sem o uso combinado de embolização, para o tratamento de aneurismas intracranianos.

## Comparação com a cirurgia por clipagem
A embolização endovascular por micro-molas tornou-se a técnica dominante de oclusão de aneurismas, porque é minimamente invasiva e pode chegar a áreas vasculares do cérebro que a craniotomia não alcança. A embolização é o método preferido para aneurismas localizados na circulação posterior. É vantajosa no tratamento precoce de ruptura de aneurismas cerebrais de pacientes em estado crítico. A curto e médio prazo, a eficácia das micro-molas GDC no tratamento de aneurismas cerebrais tem sido promissora. A longo prazo, a eficácia da técnica de embolização com GDC ainda está em estudos.